# Karl III av Neapel
Karl III av Neapel, Karl av Durazzo, även kallad "Karl den lille", kung av Neapel 1381–1386 och kung av Ungern som Karl II 1385–1386.
Lät mörda sin företrädare, drottning Johanna I av Neapel 1382. Mördades själv 1386.
Gift med sin kusin Margareta av Durazzo (italienska: Margherita di Durazzo), död 1412, som också var systerdotter till Johanna I.

## Barn
1. Johanna II av Neapel
2. Vladislav av Neapel